# Hoogeveen

Hoogeveen é uma cidade dos Países Baixos, na província de Drente, com 54 000 h. Situada a sudoeste da cidade de Emmen, explora a floricultura e as turfeiras. Tem manufa(c)turas de alumínio e madeira e indústrias mecânicas, de borracha e de transformação alimentar (conservas)